# Kemah Bob
Kemah Bob es una comediante estadounidense. Alcanzó fama en el Reino Unido y es conocida por presentar It's a Sin: After Hours.

## Vida personal temprana
Bob creció en Houston, y fue a la escuela en Waco. Ha vivido en California y Londres. El abuelo de Bob fue el músico Camille Bob.
Bob usa pronombres ella/ellos. En una entrevista con Metro, Bob dijo: "Me identifico como mujer, uso pronombres ella/ellos, pero hay tantas preguntas sin respuesta que no siento la necesidad de responder sobre mi propia identidad de género". Bob es pansexual y queer, y mencionó en una entrevista en 2022 que estaba saliendo con dos personas simultáneamente. Ella ha hablado abiertamente sobre sus experiencias de racismo y le dijo a Dave's Just Jokes en 2022 que "hay muchos lugares a los que no quiero ir, no iré, tengo suerte de no tener que ir, [...] y siento que regresar a Texas es uno de ellos". 
Bob tiene trastorno bipolar. Se lo diagnosticaron la semana de su vigésimo cumpleaños, cuando una amiga llamó a su madre para quejarse de que la velocidad de su habla había aumentado hasta el punto de ser incomprensible.

## Carrera
Bob comenzó su carrera cómica en Los Ángeles. Ella le dijo a Dave 's Just Jokes en 2022 que se metió en la comedia después de que un profesor de teatro la llamó a un lado después de una clase y le señaló lo habladora que era en clase, pero que él disfrutó algunos de sus comentarios y le sugirió que hiciera una audición para un equipo de improvisación. Ha citado a The Inbetweeners y Skins como su inspiración para mudarse al Reino Unido.
Bob presenta una noche de comedia y un podcast llamado FOC It Up, en el que participan comediantes de color que no son hombres cisgénero. En 2019 fue finalista de los premios Funny Women. Mantiene una personalidad de drag king. Se llama Lil' Test Ease, y es un activista por los derechos de los hombres.
En 2021 presentó It's a Sin: After Hours. Más tarde, trabajó en el panel de Comedy Central Yesterday, Today and The Day Before, pero renunció después del primer episodio "en solidaridad" con su colega comediante Sophie Duker por los cortes del monólogo de Duker sobre el conflicto entre Israel y Palestina. Fue copresentadora de The Island con Tom Allen y Jason Forbes al año siguiente. También ha aparecido en dos semanas de House of Games de Richard Osman, atrayendo en ambas ocasiones la atención por su voz. Además, ha aparecido en Don't Hate the Playaz, Elephant in the Room de BBC Radio 4, Guessable, CelebAbility, Apocalypse Wow, Lo siento, no lo sabía, y Question Team, este último con un cameo de Lil' Test Ease, como quien apareció en Celebrity Karaoke Club: Drag Edition.